# Kanton Vannes-Centre
Vannes-Centre is een voormalig kanton van het Franse departement Morbihan. Het kanton maakte deel uit van het arrondissement Vannes.
Het kanton omvatte uitsluitend een deel van de gemeente Vannes.